# Piedipartino
Piedipartino (/pjɛdiparˈtino/, in corso Pedipartinu /peðibɛrˈtinu/) è un comune francese di 16 abitanti situato nel dipartimento dell'Alta Corsica nella regione della Corsica.

## Società

### Evoluzione demografica
Abitanti censiti